# Écaussinnes
Écaussinnes (wa. Les Scåssenes) – miejscowość i gmina (commune) w Belgii, w Regionie Walońskim, w prowincji Hainaut, w okręgu Soignies. Według Dyrekcji Generalnej Instytucji i Ludności, 1 stycznia 2024 roku gmina liczyła 11 572 mieszkańców.
Urząd pocztowy w Écaussinnes w został otwarty 1 grudnia 1850 r.

## Podział administracyjny
W skład gminy wchodzą trzy dzielnice (section):
- Écaussinnes-d’Enghien
- Écaussinnes-Lalaing
- Marche-lez-Écaussinnes

## Osoby

### urodzone w Écaussinnes
- Julos Beaucarne (1936), artysta
- Gontran de Lichtervelde (1849–1905), dyplomata, pisarz
- Albert du Bois (1872–1940), poeta, powieściopisarz, dyplomata i działacz waloński
- Henry Lejeune (1930–2014), ceramik, malarz, animator kultury
- Kevin Staut (1980), dżokej
- Willy Taminiaux (1939), polityk

### związane z gminą
- Johan Walem (1972), piłkarz

## Współpraca
Miejscowości partnerskie:
- Grenzach-Wyhlen, Niemcy
- Lallaing, Francja
- Létavértes, Węgry
- Pietrasanta, Włochy
- Săcueni, Rumunia